# Молчанов, Георгий Андреевич
Георгий Андреевич Молчанов (22 марта (3 апреля) 1897, Харьков, Российская империя — 9 октября 1937, Москва, РСФСР) — руководящий сотрудник ВЧК-ОГПУ-НКВД. Комиссар государственной безопасности 2-го ранга (26.11.1935). Начальник Секретно-политического отдела ОГПУ-НКВД СССР (1931— 1936 гг.). Один из доверенных сотрудников Г. Г. Ягоды. Народный комиссар внутренних дел Белорусской ССР (1936—1937). Расстрелян в 1937 году в «особом порядке». Реабилитирован посмертно.

## Биография
Родился в русской семье официанта (в одной из анкет указал, что отец крестьянин). Окончил 3-х классную приходскую школу в г. Харькове (1912 г.), и 4 класса Харьковской торговой школы при Обществе взаимовспоможения приказчиков (1917 г.).
В марте 1917 г., бросив учебу в торговой школе, включился в революционную деятельность, установил связь с членом Харьковского Совета рабочих и солдатских депутатов и руководителем военной организации РСДРП(б) в Харькове Н. А. Рудневым (хранил оружие и распространял нелегальную литературу). С того же времени состоял в РСДРП(б). С октября 1917 г. боец отряда самообороны Вокзального района г. Харькова, боец и сотрудник штаба Красной Гвардии в г. Харькове. С марта 1918 г. боец и адъютант Штаба (по другим данным — адъютант тайной инспекции) Верховного Главнокомандующего советскими войск Юга России В. А. Антонова-Овсеенко, что стало впоследствии одним из поводов для причисления его к троцкистам и ареста, с июля 1919 г. личный адъютант председателя РВС Северо-Восточного (Актюбинского) фронта (И. Г. Брегадзе), с ноября 1919 г. — адъютант М. В. Фрунзе.
В органах ВЧК-ГПУ-НКВД — с 1920 года. Один из руководителей ЧК на Северном Кавказе. Заведующий Политическим бюро ЧК Кабардинского округа, Балкарского округа. Председатель Грозненской губернской ЧК.
- 1921—1922 гг. — начальник Секретно-оперативной части, заместитель председателя Горской губернской ЧК — губернского отдела ГПУ,
- 1922—1925 гг. — начальник Секретно-оперативной части, заместитель начальника Ново-Николаевского губернского отдела ГПУ,
- 1925—1929 гг. — начальник Иваново-Вознесенского губернского отдела ГПУ,
- 1929—1931 гг. — полномочный представитель ОГПУ при СНК СССР по Ивановской промышленной области. Один из организаторов коллективизации в Ивановской области,
- 1931—1936 гг. — начальник Секретно-политического отдела ОГПУ при СНК — ГУГБ НКВД СССР[2], комиссар государственной безопасности 2-го ранга.

Как начальник ключевого отдела ГПУ-НКВД СССР занимался разработкой и арестами всех настоящих и мнимых противников сталинского режима — селян, выступавших против коллективизации, троцкистов, сторонников «правой оппозиции» (бухаринцев), священнослужителей, монархистов, бывших активистов небольшевистских партий, национальных движений, членов зарубежных компартий и др. Руководил арестами рютинцев в октябре 1932 года, разрабатывал организацию И. Н. Смирнова в конце того же года. Отдел сфабриковал ряд дел якобы подпольных антипартийных групп («рабочей оппозиции» А. Г. Шляпникова — С. П. Медведева, «Всесоюзного троцкистского центра», «красных профессоров» А. Н. Слепкова — Д. П. Марецкого, группы Г. И. Сафарова — П. А. Залуцкого и др.). Принимал широкое участие в организации «кировского потока» и фальсификации процессов 1935—1936 годов.
Однако, по свидетельству Н. И. Ежова, вместе с Г. Г. Ягодой сопротивлялся «раскрытию широкомасштабного заговора троцкистов и зиновьевцев», в связи с чем контроль за подготовкой Первого московского процесса был поручен Ежову (в середине 1935 года, по свидетельству первого заместителя наркома НКВД СССР Я. С. Агранова, утверждал, что «никакого серьёзного троцкистского подполья в Москве нет»). Осенью недовольство Сталина обернулось отставкой Ягоды с поста наркома внутренних дел; вслед за ним на другую работу был переведён и Молчанов, при этом помощник Молчанова, майор ГБ И. В. Штейн, застрелился в служебном кабинете.
- 1936—1937 гг. — народный комиссар внутренних дел Белорусской ССР, одновременно
- 1936—1937 гг. — начальник особого отдела НКВД Белорусского военного округа.

## Арест и казнь
Арестован 3 февраля 1937 года в Минске, первым из высокопоставленных сотрудников центрального аппарата НКВД СССР. Ордер на его арест был выписан задним числом лишь 4 марта (по другим данным 7 марта) 1937 г.  Этапирован в Москву. Содержался в Лубянской тюрьме.  
Обвинялся в «активном участии в заговоре правых в органах НКВД, потворствовании деятельности антисоветских партийных группировок в должности начальника СПО ОГПУ-НКВД». На «следствии» подвергался интенсивным мерам физического воздействия  («конвейер»,«стойка»), в результате чего вынужден дать ряд ложных «показаний» на руководство и актив центрального аппарата НКВД СССР ( ряд подобных допросов проводил Особоуполномоченный НКВД СССР ст. майор ГБ В. Д. Фельдман). Участие в допросах Молчанова принимали участие также руководящие сотрудники наркома НКВД Ежова  Н. Г. Николаев-Журид, М. И. Литвин, А. К. Залпетер, С. Г. Жупахин и др. В своих «показаниях» Молчанов назвал своими сообщниками И. В. Штейна, начальника 2-го отдел-я СПО ГУГБ НКВД СССР капитана ГБ В. В. Григорьева, начальника 8-го отдел-я СПО ГУГБ НКВД СССР и парторга отдела ст. лейтенанта ГБ В. И. Тимофеева, начальника 4-го отдел-я СПО ГУГБ НКВД СССР капитана ГБ С. М. Сидорова, начальника 12-го отдел-я СПО ГУГБ НКВД СССР капитана ГБ С. Д. Эдельмана и др. (все впоследствии были расстреляны). 
Его имя не раз упоминалось в докладе Н, И. Ежова на февральско-мартовском (1937) Пленуме ЦК ВКП(б). 2 марта на вечернем заседании Пленума ЦК, в самом конце ежовского доклада, И. В. Сталин спросил: «А как всё-таки с Молчановым? Какова судьба его? Арестован он или нет?» Ежов ответил: «Да, арестовали, товарищ Сталин, сидит».  
Первоначально планировался Сталиным в качестве участника т. н. судебного процесса по «делу Объединенного правотроцкистского блока» в 1938 году, однако позже был заменен на секретаря Ягоды П. П. Буланова. 
Внесен в Сталинский расстрельный список в «особом порядке» от 3 октября 1937 года («за» 1-ю категорию (расстрел)  Сталин, Молотов, Каганович ). Расстрелян 9 октября 1937 года после оформления приговора в «особом порядке» (подписи Ежова, А. Я. Вышинского и В. В. Ульриха). Приговор исполнил заместитель коменданта НКВД СССР капитан ГБ П. А. Яковлев. Место захоронения — спецобъект НКВД «Коммунарка».
Реабилитирован посмертно Главной военной прокуратурой Российской Федерации 31 января 1996 года. Постановлением ГВП РФ уголовное дело по обвинению Молчанова в совершении преступлений по ст. 58-1«а» («измена Родине»), 58-8 («террор»), 58-9 («диверсионная деятельность») УК РСФСР было прекращено за отсутствием состава преступления. В части совершения Молчановым преступлений, предусмотренных ст. 197-17«б» («злоупотребление властью, превышение властных полномочий,  при особо отягчающих обстоятельствах») уголовное дело также было прекращено «за смертью осужденного и истечением срока давности». По ряду данных, посмертная реабилитация состоялась благодаря достоверным данным о систематических избиениях Молчанова в период следствия.

## Награды
знак «Почетный работник ВЧК – ГПУ» (1924);
знак «Почетный работник ВЧК – ГПУ» (1932);
орден Красного Знамени (1932)

## Документы
Предписание В. В. Ульриха В. М. Блохину о расстреле Молчанова Г. А. :
Акт о расстреле  (подписи Г. К. Рогинского, С. Я. Зубкина,  П. А. Яковлева ) 

## Семья
2-я жена — Циммерлинг Сарра Ноевна , еврейка, член РКП(б) с 1919 г., образование высшее (экономический факультет МГУ), на момент ареста зав. планово-экономическим отделом фабрики «Трехгорная мануфактура» г. Москвы. Арестована в 1937 году. Осуждена к 5 годам ИТЛ 5 июля 1937 года ОСО при НКВД СССР. Срок отбывала в Темниковском ИТЛ НКВД. После освобождения с 1942 по 1947 год работала ст. экономистом Темниковского ИТЛ. С 1947 года начальник отдела организации труда и зарплаты тонкосуконной фабрики Завидовского р-на Калининской обл. Вновь арестована в начале 1951 года. 17 марта 1951 г. решением ОСО при МГБ СССР осуждена к ссылке на поселение в Красноярский край «за принадлежность к антисоветской троцкистской организации и антисоветскую агитацию». Реабилитирована в июле 1954 года. 
Дочь  — Молчанова Майя Георгиевна 1926 г.р. Арестована в 1951 году. По решению ОСО при МГБ СССР от 12 июня 1951 г. как социально опасный элемент вместе с мужем выслана из Москвы в Венгеровский р-н Новосибирской обл. Освобождена 12 июня 1953 года согласно указу Президиума Верховного Совета СССР «Об амнистии» за 23 марта 1953 г. 
Муж дочери — Спектор Азарий Григорьевич 1912 г.р., на момент ареста кандидат технических наук, начальник лаборатории 2-го Московского государственного подшипникового завода. Арестован в 1951 году. По решению ОСО при МГБ СССР от 12 июня 1951 г. как социально опасный элемент вместе с женой выслан из Москвы в Венгеровский р-н Новосибирской обл. Освобожден 12 июня 1953 года согласно указу Президиума Верховного Совета СССР «Об амнистии» за 23 марта 1953 г. 
Внук — Александр  1950 г.р., после ссылки родителей остался у родных отца Спектора А. Г.  